# Пукањец
Пукањец (слч. Pukanec) насељено је мјесто са административним статусом сеоске општине (слч. obec) у округу Љевице, у Њитранском крају, Словачка Република.

## Становништво
| Година:    | 1994. | 2004.   | 2014.   | 2024.   |
| ---------- | ----- | ------- | ------- | ------- |
| Број људи: | 2178  | 2067    | 1925    | 1742    |
| Разлика:   |       | -5,09 % | -6,86 % | -9,50 % |

| Година:    | 2023. | 2024.   |
| ---------- | ----- | ------- |
| Број људи: | 1765  | 1742    |
| Разлика:   |       | -1,30 % |

Према подацима о броју становника из 2011. године насеље је имало 1.984 становника.